# Profilo Ravenscar
Il profilo Ravenscar (Ravenscar profile) è un sottoinsieme delle funzionalità del linguaggio Ada progettato per sistemi critici, che fornisce garanzie hard real-time per i programmi implementati conformemente ad esso. Fu definito in un rapporto tecnico seguente la definizione dello standard Ada 95, e divenne parte dello standard Ada 2012. Prende il nome dal villaggio inglese di Ravenscar, sede dell'ottavo International Real-Time Ada Workshop (IRTAW 8).

## Caratteristiche
Un'applicazione conforme al profilo Ravenscar impiega la direttiva
```
pragma
 
Profile
 
(
Ravenscar
);

```

che è equivalente al seguente insieme di direttive:
```
pragma
 
Task_Dispatching_Policy
 
(
FIFO_Within_Priorities
);
 
-- Scheduler FIFO con preemption basata su priorità

pragma
 
Locking_Policy
 
(
Ceiling_Locking
);
                 
-- Usa il protocollo priority ceiling, per prevenire l'inversione delle priorità

pragma
 
Detect_Blocking
;
                                  
-- Garantisce che un'operazione potenzialmente bloccante sia rilevata e generi un'eccezione

pragma
 
Restrictions
 
(

                 
No_Abort_Statements
,
              
-- Proibisce l'uso del costrutto `abort`

                 
No_Dynamic_Attachment
,
            
-- Proibisce l'uso del package Ada.Interrupts

                 
No_Dynamic_Priorities
,
            
-- Proibisce lettura e scrittura di priorità a runtime (package Ada.Priorities e attributo Priority)

                 
No_Implicit_Heap_Allocations
,
     
-- Proibisce l'uso di costrutti che allocano memoria sullo heap implicitamente

                 
No_Local_Protected_Objects
,
       
-- Oggetti protetti possono essere dichiarati solo a livello di libreria

                 
No_Local_Timing_Events
,
           
-- Oggetti di tipo Ada.Real_Time.Timing_Events possono essere dichiarati solo a livello di libreria

                 
No_Protected_Type_Allocators
,
     
-- Proibisce l'uso di allocatori di oggetti di tipo protetto o contenenti membri di tipo protetto

                 
No_Relative_Delay
,
                
-- Proibisce l'uso del costrutto `delay` in forma relativa (e.g. `delay X;`)

                 
No_Requeue_Statements
,
            
-- Proibisce l'uso del costrutto `requeue`

                 
No_Select_Statements
,
             
-- Proibisce l'uso del costrutto `select`

                 
No_Specific_Termination_Handlers
,
 
-- Proibisce l'uso di Task_Termination.Set_Specific_Handler e di Task_Termination.Specific_Handler

                 
No_Task_Allocators
,
               
-- Proibisce la generazione di allocatori per oggetti di tipo task o che hanno membri di tipo task

                 
No_Task_Hierarchy
,
                
-- Tutti i task discendono direttamente dall'environment task 

                 
No_Task_Termination
,
              
-- Tutti i task devono continuare la propria esecuzione indefinitamente e non possono terminare

                 
Simple_Barriers
,
                  
-- La guardia dell'`entry` in un oggetto protetto deve essere un valore statico o un membro dell'oggetto

                 
Max_Entry_Queue_Length
 
=>
 
1
,
      
-- Non consente di avere contemporaneamente più di una chiamata nella coda di un `entry`

                 
Max_Protected_Entries
  
=>
 
1
,
      
-- Un tipo protetto non può avere più di un `entry`

                 
Max_Task_Entries
       
=>
 
0
,
      
-- Un task non può avere alcun `entry`

                 
-- Proibisce l'uso dei seguenti package

                 
No_Dependence
 
=>
 
Ada
.
Asynchronous_Task_Control
,

                 
No_Dependence
 
=>
 
Ada
.
Calendar
,

                 
No_Dependence
 
=>
 
Ada
.
Execution_Time
.
Group_Budget
,

                 
No_Dependence
 
=>
 
Ada
.
Execution_Time
.
Timers
,

                 
No_Dependence
 
=>
 
Ada
.
Task
_
Attributes
);

```